# Monteleone di Fermo
Monteleone di Fermo là một đô thị tại tỉnh Ascoli Piceno ở vùng Marche, cách khoảng 60 km về phía nam của Ancona và khoảng 25 km về phía bắc của Ascoli Piceno. Đến thời điểm ngày 31 tháng 12 năm 2004, đô thị này có dân số là 449 người và diện tích là 8,1 km².
Monteleone di Fermo giáp các đô thị: Belmonte Piceno, Monsampietro Morico, Montelparo, Santa Vittoria in Matenano, Servigliano.